# Revoluția din Februarie
Revoluția din Februarie din 1917 din Rusia a fost primul stadiu al Revoluției ruse din 1917. Rezultatul imediat al acestei revoluții a fost abdicarea țarului Nicolae al II-lea.
Revoluția a apărut în mare parte ca rezultat al insatisfacției provocate de modul în care țarul conducea țara și, în mod particular, de tot mai adânca implicare în luptele Primului Război Mondial. A fost un transfer al puterii în mare parte lipsit de vărsare de sânge. Regimul instituit a fost o alianță dintre liberali și socialiști care a vrut să inițieze reforme politice, să aducă la putere un executiv (guvern) și o Adunare Constituțională alese în mod democratic.
În prima jumătate a lunii februarie, proasta aprovizionare a provocat revolte în capitala Petrograd. Pe 18 februarie (stil vechi) în marea intreprindere din Petrograd, Uzinele Putilov, s-a anunțat o grevă; s-a deschis focul asupra greviștilor și unele magazine s-au închis, ceea ce a provocat neliniște și în alte fabrici. Pe 23 februarie (stil vechi) (8 martie, stil nou), o serie de întâlniri și demonstrații care au fost ținute cu ocazia Zilei Internaționale a Femeii, s-au transformat treptat în demonstrații cu caracter economic și politic. Ele au continuat în zilele care au urmat. La un moment dat, un batalion de soldați a fost trimis să reprime revolta, dar mulți au dezertat sau și-au împușcat ofițerii și s-au alăturat revoltei. Asta a dus la abdicarea de pe tron a țarului Nicolae al II-lea pe 2 martie. Fratele lui, Marele Duce Mihail, a refuzat a doua zi să preia tronul.

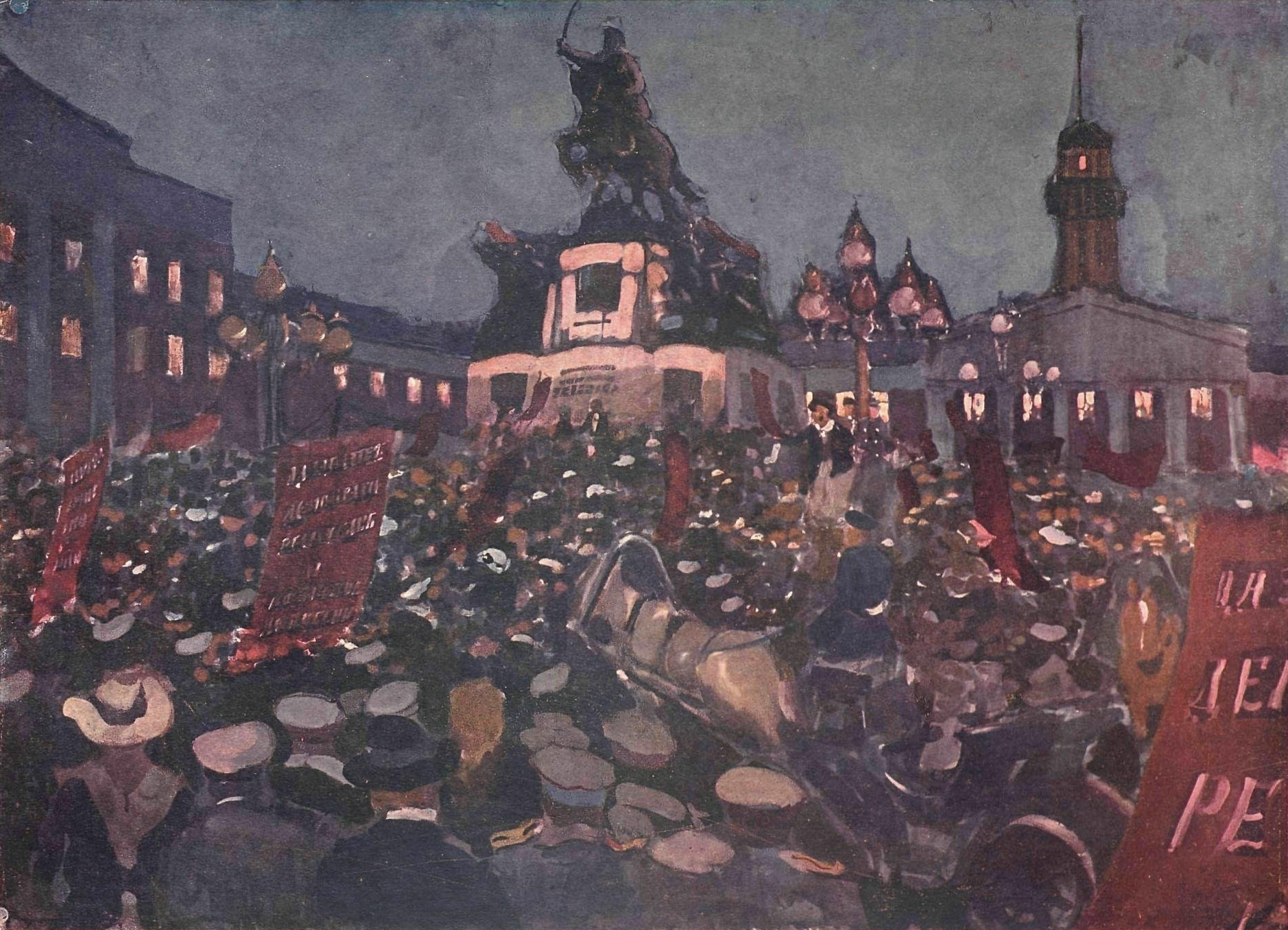

Guvernul Provizoriu Rus care l-a înlocuit pe țar a fost inițial condus de un aristocrat liberal, Prințul Gheorghi Evghenievici Lvov. După căderea guvernului său, el a fost succedat de un socialist, Alexandr Kerenski. Menținând Rusia implicată în primul război mondial, Kerenski nu a fost capabil să se descurce cu problemele cărora trebuia să le facă față Rusia. Guvernul provizoriu a condus Rusia, dar puterea lui a fost mult limitată de autoritatea crescândă a Sovietului din Petrograd. Presiunile dinspre dreapta, (precum cele din spatele Afacerii Kornilov) și dinspre stânga, (în mare parte generate de bolșevici), au pus guvernul sub o presiune crescândă.
Guvernul Kerenski, pentru a pune schimbările democratice pe o bază legală, a planificat pentru luna noiembrie 1917 alegeri generale prin care urmau să fie aleși membrii Adunării Constituante. Aceasta urma să întocmească noua constituție a tinerei republici ruse.

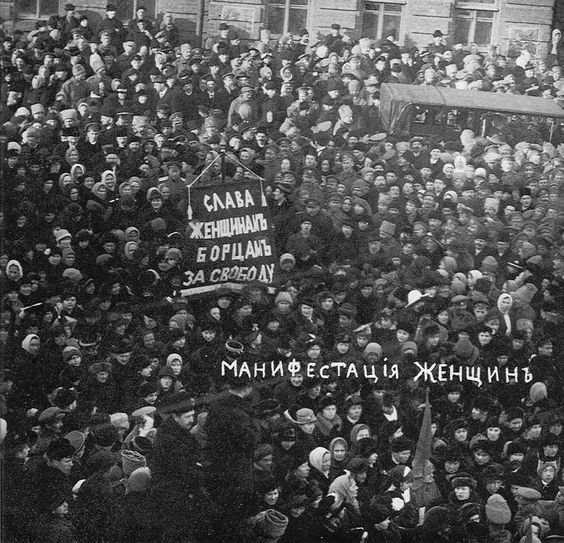

Tânara democrație rusă a fost însă înlocuită prin forță de către bolșevici prin așa zisa Revoluție din Octombrie care nu a fost altceva decât un puci militar. Alegerile constituantei au avut totuși loc în noiembrie. Au fost primele alegeri libere din istoria Rusiei. Acestea au fost câștigate de socialiștii revoluționari obținând 380 de locuri. Bolșevicii au obținut numai 168, pierzând clar alegerile. La alegeri au luat parte 14.700.000 de alegători. Bolșevicii nu au vrut să respecte rezultatul alegerilor și pe 5/18 ianuarie 1918 sub conducerea lui Lenin au dizolvat cu forța Adunarea Constituțională. Acest lucru a condus ulterior la lungul război civil dintre bolșevici și adversarii lor socialiști (și social-democrați), menșevici, liberali, conservatori și țariști (rușii albi).